# Saorge
Saorge (Intemel: Sauèrge; Italiaans: Saorgio; Brigaskisch: Savurg; Ligurisch: Savurgiu; Occitaans: Saorj) is een gemeente in het Franse departement Alpes-Maritimes (regio Provence-Alpes-Côte d'Azur) en telt 396 inwoners (1999). De plaats maakt deel uit van het arrondissement Nice.
Saorge is lid van Les Plus Beaux Villages de France.

## Geschiedenis
Saorge is gebouwd op een helling boven de Roia. In 1465 werd de plaats volledig vernield door een brand. Bij de heropbouw werd hetzelfde stratenplan gevolgd, met smalle kronkelende straten die niet te steil waren zodat vervoer per muilezel mogelijk was, maar een gemeentelijke reglement verplichtte het gebruik van leien als dakbedekking. De plaats werd een militair belangrijke vestingstad in Savoye. Saorgio was tot 1860 deel van Piëmont-Sardinië, waarna het geannexeerd werd door Frankrijk.

## Geografie
Saorge ligt in de vallei van de Roia. De oppervlakte van Saorge bedraagt 90,5 km², de bevolkingsdichtheid is 4,4 inwoners per km².
De onderstaande kaart toont de ligging van Saorge met de belangrijkste infrastructuur en aangrenzende gemeenten.

## Demografie
Onderstaande figuur toont het verloop van het inwonertal (bron: INSEE-tellingen).
Vanwege een beveiligingsprobleem met de MediaWiki Graph-software is het momenteel niet mogelijk deze grafiek weer te geven. Zodra de software is bijgewerkt zal de grafiek vanzelf weer zichtbaar worden.

## Bezienswaardigheden
In het hoogste en oudste deel van het centrum ligt de voormalige franciscaner klooster Notre-Dame-des-Miracles. Het klooster werd gesticht in 1633 en is het enige barokke klooster van zijn soort in Frankrijk. In Saorge bevindt zich de parochiekerk Saint-Sauveur en zuidelijk van het centrum ligt de kerk Madone del Poggio.

### Afbeeldingen

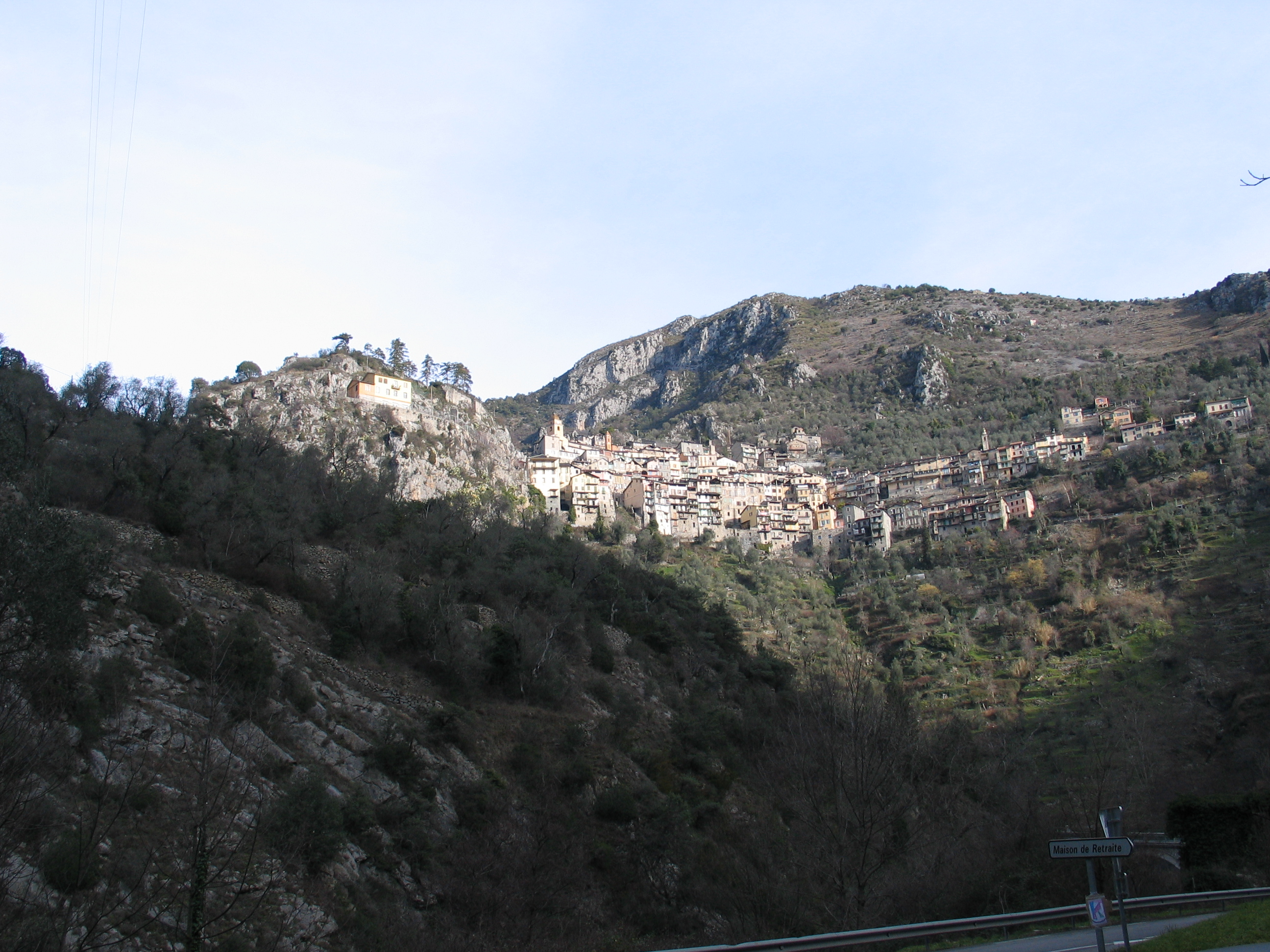
Zicht op de plaats
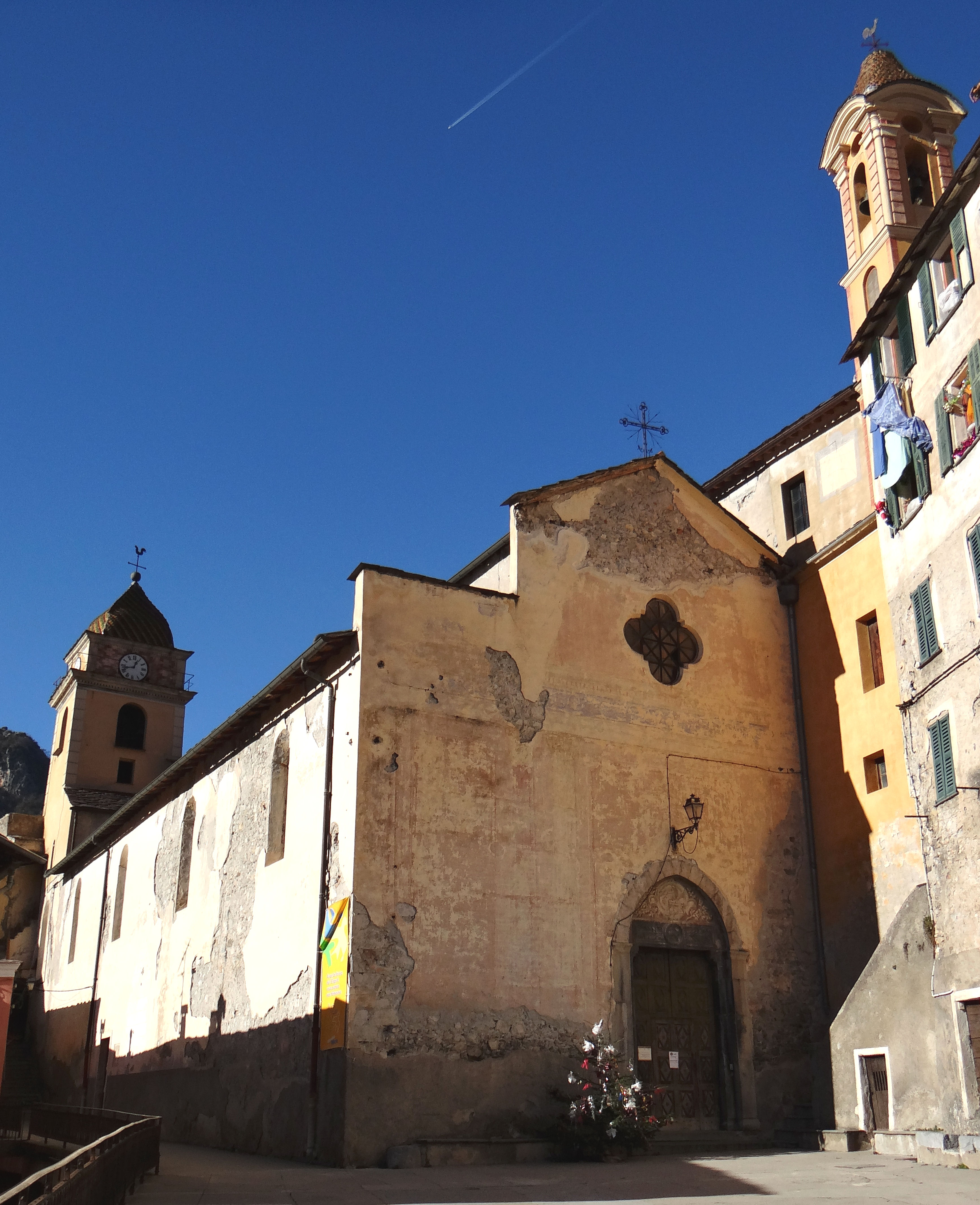
Église Saint-Sauveur
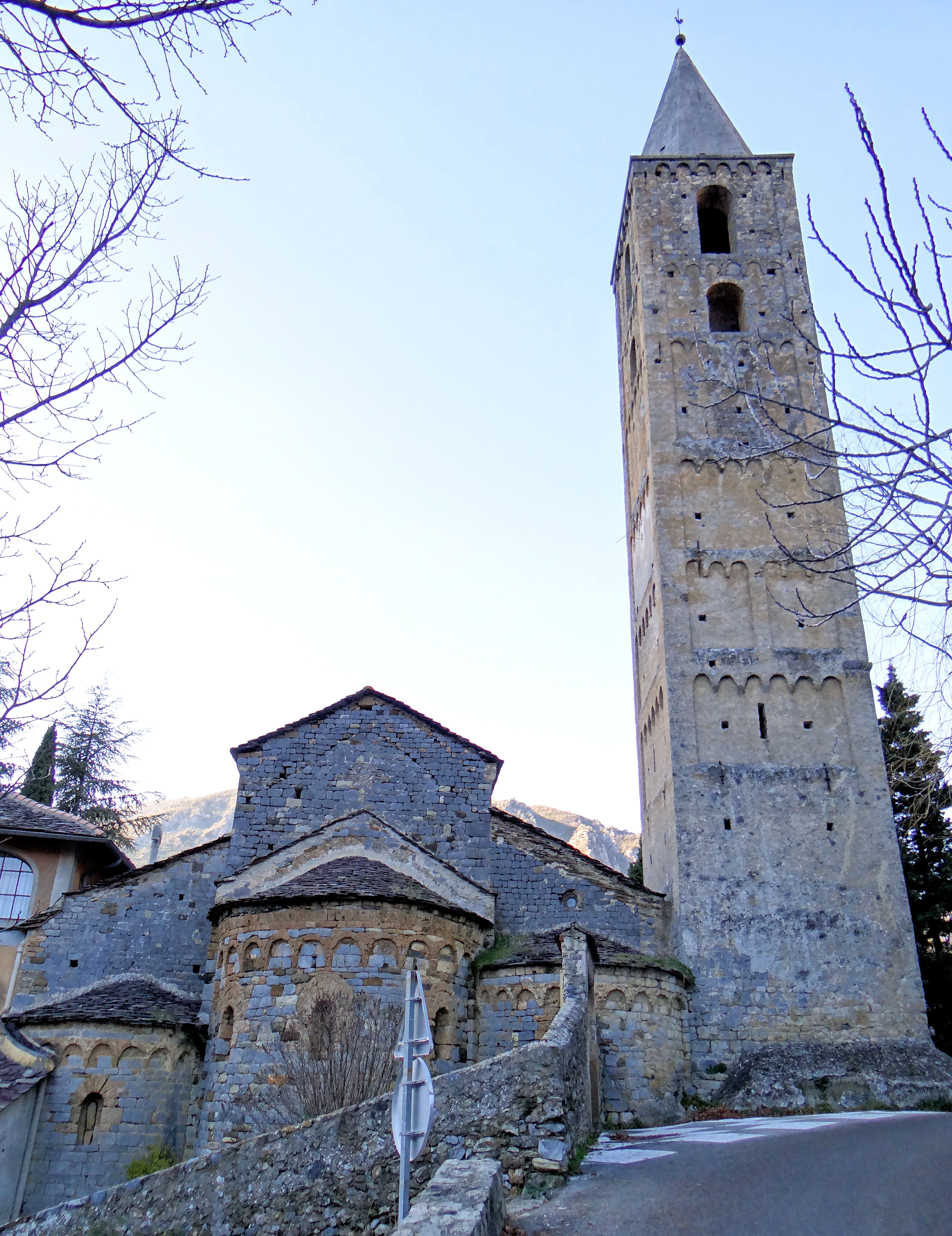
Église de la Madone del Poggio
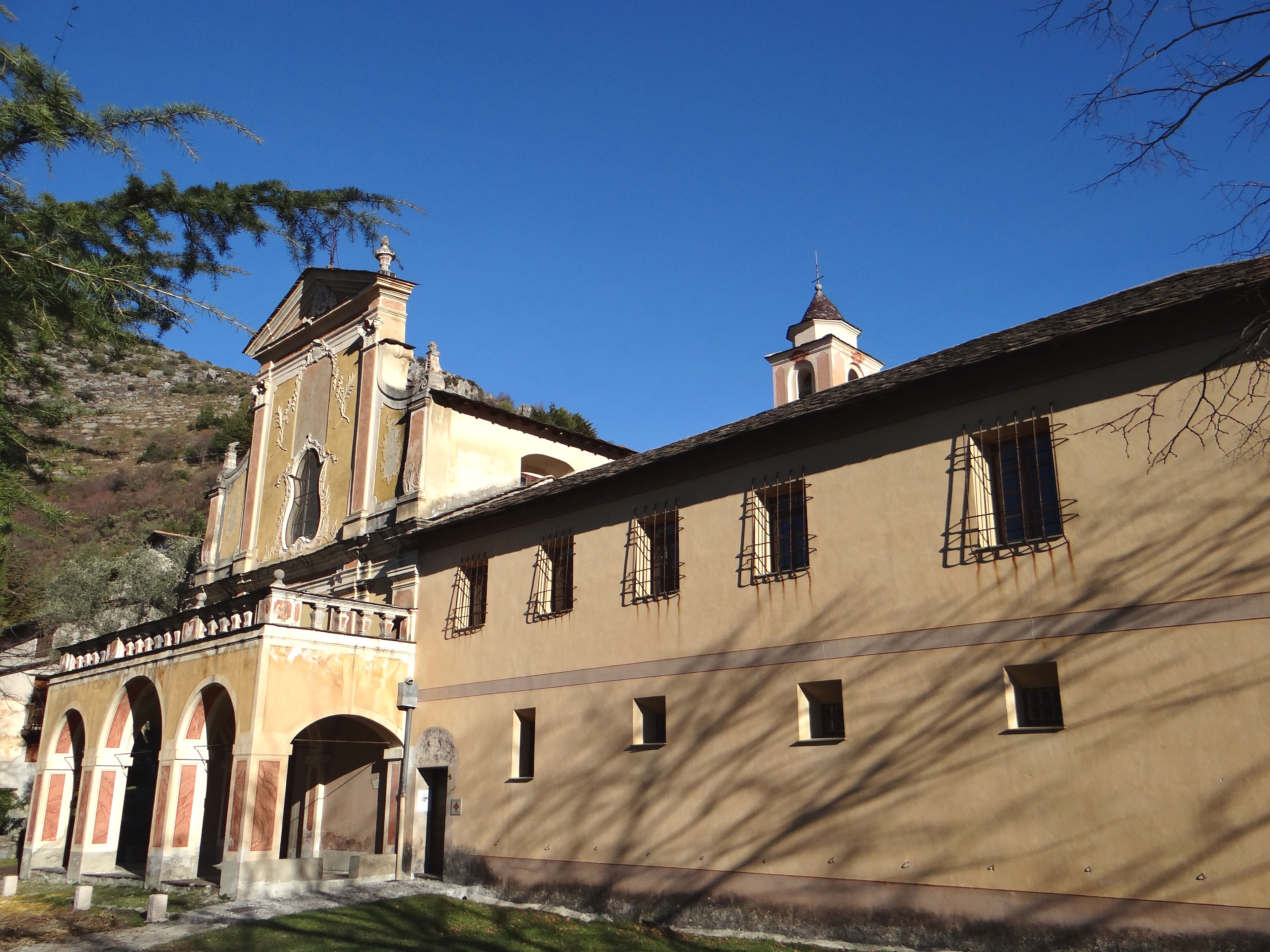
Klooster